# Kirchenkreis Hattingen-Witten
Der Evangelische Kirchenkreis Hattingen-Witten ist einer von 26 Kirchenkreisen innerhalb der Evangelischen Kirche von Westfalen. Sitz des Kreiskirchenamts, von dem aus der Kirchenkreis verwaltet wird, ist die Stadt Witten. Insgesamt gehören 58.136 evangelische Gemeindeglieder (Stand 31. Dezember 2021) in 17 Kirchengemeinden zum Kirchenkreis.

## Lage
Der Kirchenkreis umfasst den größten Teil des Ennepe-Ruhr-Kreises sowie die zur rheinischen Stadt Velbert gehörende Gemeinde Nierenhof. Er grenzt, von Norden aus im Uhrzeigersinn, an die Kirchenkreise Bochum, Gelsenkirchen und Wattenscheid und Dortmund sowie an die Kirchenkreise Hagen und Schwelm (mit denen er einen gemeinsamen Gestaltungsraum in der westfälischen Landeskirche bildet). Im Westen grenzt er an die Kirchenkreise Niederberg und Essen der Evangelischen Kirche im Rheinland.

## Geschichte
Die Reformation hatte in dem zu Kleve-Mark gehörenden Gebiet an der mittleren Ruhr (mit Ausnahme von Wengern, wo die Kirchengemeinde schon 1543 evangelisch wurde) erst in der zweiten Hälfte des 16. Jahrhunderts Fuß gefasst, sich aber dann weitestgehend durchgesetzt. Die meisten Gemeinden blieben lutherisch, es entstanden im 17. Jahrhundert aber auch reformierte Gemeinden. Auch nach der Eingliederung in Brandenburg-Preußen konnten beide Kirchen ihre presbyterial-synodale Verfassung erhalten und festigen. Die lutherischen Gemeinden bildeten ab 1797 die Classe Hattingen (zu der auch Werden gehörte, das aber 1818 an den rheinischen Kirchenkreis Düsseldorf fiel) während die reformierten zu der von Essen bis nach Schwerte reichenden Classe Ruhr gehörten.
Im Zuge der Neuordnung der Provinz Westfalen nach dem Wiener Kongress wurde 1818 als einer von 16 Kirchenkreisen auch der Kirchenkreis Hattingen (nach damaligem Sprachgebrauch Diözese Hattingen oder Synode Hattingen) gegründet, in dem die lutherischen und reformierten Gemeinden vereinigt waren.
Als 1933 die Kirchenkreise im Ruhrgebiet zur Anpassung an die kommunalen Grenzen neu zugeschnitten wurden, wurde der Kirchenkreis Hattingen zum Kirchenkreis Hattingen-Witten. Er gab Silschede und Herzkamp an den Kirchenkreis Schwelm, Stiepel, Linden und Dahlhausen an den Kirchenkreis Bochum und Königssteele an den zur rheinischen Provinzialkirche gehörenden Kirchenkreis Essen ab; dafür kamen Witten, Annen-Wullen und Stockum aus dem Kirchenkreis Bochum und Rüdinghausen aus dem Kirchenkreis Dortmund dazu. 1971 wurde auch die von Niederwenigern aus gegründete Kirchengemeinde Burgaltendorf an den Kirchenkreis Essen abgegeben.

## Kirchengemeinden und Kirchengebäude
Zum Kirchenkreis Hattingen-Witten gehören 16 Kirchengemeinden.
Hattingen

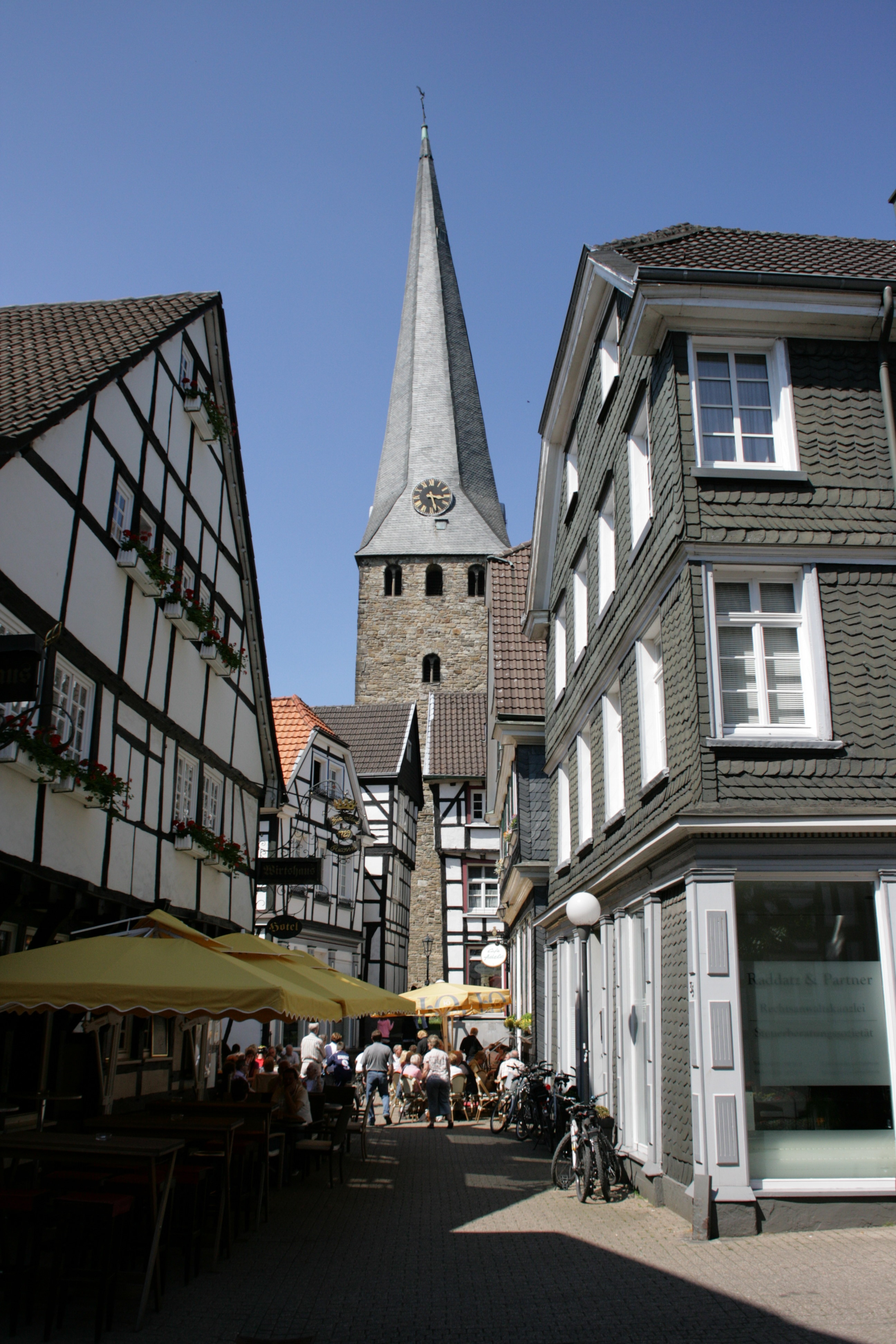
St. Georg, Hattingen

- Evangelische Johannes-Kirchengemeinde
  - Ev. Johannes-Gemeindezentrum
- Evangelische Gemeinde Niederwenigern
  - Evangelische Kirche Niederwenigern
- Evangelische Sankt-Georgs-Kirchengemeinde Hattingen
  - St. Georg
- Evangelische Kirchengemeinde Welper-Blankenstein
  - Evangelische Kirche Blankenstein
  - Paul-Gerhardt-Haus (Welper)
- Evangelische Kirchengemeinde Winz-Baak
  - Evangelische Kirche Winz-Baak

Velbert
- Evangelische Kirchengemeinde Nierenhof
  - Evangelische Kirche Nierenhof
  - Kapelle Elfringhausen

Sprockhövel
- Evangelische Kirchengemeinde Bredenscheid-Sprockhövel
  - Evangelische Kirche Niedersprockhövel
  - Wichern-Kirche, Hattingen
  - Martin-Luther-Kapelle, Hattingen-Bredenscheid
  - Berger-Kapelle, Hattingen

Witten
- Evangelische Kirchengemeinde Annen
  - Erlöserkirche (Annen)
  - Friedenskirche (Annen)
- Evangelische Kirchengemeinde Bommern
  - Evangelische Kirche Bommern
- Evangelische Kirchengemeinde Herbede
  - Evangelische Kirche Herbede
- Evangelische Kirchengemeinde Witten-Rüdinghausen
  - Evangelische Kirche Rüdinghausen
  - Gemeindehaus Schnee
- Evangelische Kirchengemeinde Stockum
  - Evangelische Kirche Stockum
- Evangelische Trinitatis-Kirchengemeinde Witten
  - Evangelische Kirche Heven
  - Christuskirche Witten
- Ev.-Luth. Johannis-Kirchengemeinde in Witten
  - Johanniskirche Witten
- Ev.-Luth. Martin-Luther-Kirchengemeinde
  - Martin-Luther-Kirche Witten

Wetter-Wengern
- Evangelische Kirchengemeinde Wengern
  - Dorfkirche Wengern

## Theologische Haltungen
Der Evangelische Kirchenkreis Hattingen-Witten gab 2014 eine Stellungnahme zur Rehabilitation der Opfer der Hexenprozesse ab.

## Einrichtungen
Der Kirchenkreis unterstützt die Kirchengemeinden, macht aber zugleich zahlreiche Angebote für übergemeindliche kirchliche Arbeit. So unterhält er mehrere Fachreferate, darunter ein Schulreferat mit Mediathek, und verschiedene Beratungsstellen. Die diakonische Arbeit wird bei der Diakonie Ruhr und der Diakonie Mark-Ruhr koordiniert.

## Partnerschaften
Der Kirchenkreis unterhält Partnerschaften mit der Diözese Sheffield in der Church of England sowie mit dem Kirchenkreis Gisenyi der Presbyterianischen Kirche in Ruanda.

## Superintendenten

### Kirchenkreis Hattingen
| von  | bis  | Name                       |
| ---- | ---- | -------------------------- |
| 1818 | 1820 | Christian Gillhausen       |
| 1820 | 1825 | Carl Friedrich Ueltjesfort |
| 1825 | 1828 | Friedrich Möller           |
| 1828 | 1831 | Jakob Nonne                |
| 1831 | 1834 | Johannes Schöneberg        |
| 1835 | 1844 | Gustav Ludwig Natorp       |
| 1844 | 1855 | Hugo Sweers                |
| 1855 | 1860 | Friedrich Köster           |
| 1861 | 1864 | Julius Thikötter           |
| 1865 | 1869 | Friedrich Köster           |
| 1870 | 1891 | Andreas Fernickel          |
| 1892 | 1898 | Rudolf Nonne               |
| 1898 | 1917 | Heinrich Meier-Peter       |
| 1917 | 1926 | Alexander van Hoefen       |
| 1926 | 1933 | Friedrich Neuhaus          |

### Kirchenkreis Hattingen-Witten
| von  | bis   | Name                        |
| ---- | ----- | --------------------------- |
| 1933 | 1936  | Erich Müller                |
| 1936 | 1941  | Wilhelm Richter             |
| 1941 | 1944  | Paul Winckler               |
| 1945 | 1956  | August Graefe zu Baringdorf |
| 1956 | 1958  | Fritz Blesken               |
| 1958 | 1969  | Heinrich Hangebrauck        |
| 1970 | 1980  | Friedel Höhle               |
| 1980 | 1988  | Wilhelm Tometten            |
| 1988 | 2005  | Ernst Walter Voswinkel      |
| 2006 | 2016  | Ingo Neserke                |
| 2017 | heute | Julia Holtz                 |